# Goeridae
Goeridae là một họ côn trùng thuộc bộ Trichoptera. 

## Phân loại
- Goera với các loài nổi bật:
  - Goera pilosa
- Silo, dont:
  - Silo nigricornis
  - Silo pallipes

Theo Error: unrecognised source., họ này có nhiều phân họ:
- Phân họ Goerinae Ulmer, 1903
- Phân họ Larcasinae Navas, 1917
- Phân họ Lepaniinae Wiggins, 1973

## Hình ảnh

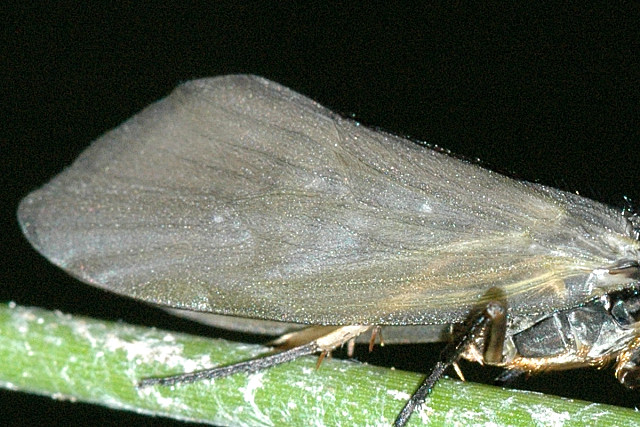